# Cassine (roślina)
Cassine L. – rodzaj roślin należący do rodziny dławiszowatych (Celastraceae R. Br.). Obejmuje co najmniej 64 gatunki występujące naturalnie w południowej części Afryki.

## Morfologia
PokrójDrzewo lub krzew o nagich pędach.
LiścieNaprzeciwległe, całobrzegie, czasem z zaokrąglonymi brzegami.
KwiatyObupłciowe (rzadko jednopienne).
OwoceSferoidalne jagody.

## Biologia i ekologia
Występuje w lasach, fynbosie bądź buszu.

## Systematyka
Pozycja i podział według APWeb (2001...)
Rodzaj należący do rodziny dławiszowatych (Celastraceae R. Br.), rzędu dławiszowców (Celestrales Baskerville), należącego do kladu różowych w obrębie okrytonasiennych.
Wykaz gatunków
| - Cassine aethiopica Thunb. - Cassine albens (Retz.) Kosterm. - Cassine albivenosa (Chiov.) Cufod. - Cassine anjouanensis (H.Perrier) Lobr.-Callen - Cassine aquifolium Fiori - Cassine australis (Vent.) Kuntze - Cassine balae Kosterm. - Cassine brachycremastra (Guillaumin) I.H.Müll. - Cassine buchananii Loes. - Cassine bupleuroides (Guillaumin) I.H.Müll. - Cassine burkeana (Sond.) Kuntze - Cassine comorensis Loes. - Cassine confertiflora (Tul.) Loes. - Cassine congylos Kosterm. - Cassine crocea (Thunb.) C.Presl - Cassine cubensis (Bisse) Borhidi - Cassine cunninghamii (Montrouz.) Lobr.-Callen - Cassine curtipendula (Endl.) Kuntze - Cassine ehrenbergii (Urb.) Alain - Cassine elliptica (Decne.) Kuntze - Cassine eucleiformis (Eckl. & Zeyh.) Kuntze - Cassine glauca (Rottb.) Kuntze - Cassine grossa (Wall. ex Roxb.) Kosterm. - Cassine gymnosporiodes (Baker) Kuntze - Cassine humbertii (H.Perrier) Lobr.-Callen - Cassine kamerunensis (Loes.) Govaerts - Cassine kamurensis (Loes.) Govaerts - Cassine kedarnathii Sasidh. & Swarupan. - Cassine koordersii Kosterm. - Cassine lanceolata (Urb. & Ekman) Alain - Cassine laneana (A.H.Moore) J.W.Ingram - Cassine lippoldii (Bisse) Borhidi | - Cassine lyciodes (Baker) Kuntze - Cassine macrocarpa (Sond.) Kuntze - Cassine maritima (Bolus) L.Bolus - Cassine matabelica (Loes.) Steedman - Cassine megaphylla (Tul.) Kuntze - Cassine melanocarpa (F.Muell.) Kuntze - Cassine micrantha Loes. - Cassine nipensis (Bisse) Borhidi - Cassine nitidula (Baker) Kuntze - Cassine obiensis Kosterm. - Cassine oligantha (Baker) Kuntze - Cassine orientalis (Jacq.) Kuntze - Cassine paniculata (Wight & Arn.) Lobr.-Callen - Cassine papillosa (Hochst.) Kuntze - Cassine parvifolia Sond. - Cassine pauciflora (Tul.) Loes. - Cassine peragua L. - Cassine pilosa (Baker) Kuntze - Cassine pininsularis (Hürl.) I.H.Müll. - Cassine quadrangulata (Reissek) Kuntze - Cassine reticulata (Eckl. & Zeyh.) Codd - Cassine schinoides (Spreng.) R.H.Archer - Cassine schlechteriana Loes. - Cassine schweinfurthiana Loes. - Cassine tetragona (L.f.) Druce - Cassine trachyclada (Baker) Kuntze - Cassine transvaalensis (Burtt Davy) Codd - Cassine trinitensis (Bisse) Borhidi - Cassine vacciniodes (Baker) Kuntze - Cassine viburnifolia (Juss.) Ding Hou - Cassine vitiensis (A.C.Sm.) A.C.Sm. - Cassine xylocarpa Vent. |